# Бабич Микола Вячеславович
Микола Вячеславович Бабич (2001—2022) — солдат національної гвардії України, учасник російсько-української війни.

## Життєпис
Народився 19 грудня 2001 року в селищі Тополине Конотопського району Сумської області.
Військову службу проходив у 12 бригаді оперативного призначення Національної гвардії України.
Загинув 7 квітня 2022 року в Маріуполі.
Похований 15 березня 2024 в Дубов'язівці.

## Нагороди
- Орден «За мужність» III ступеня[1].